# Ricco (Mondkrater)
Ricco ist ein Einschlagkrater auf der Mondrückseite.
Ricco liegt in der Nordpolregion der erdabgewandten Seite, er überlagert den südöstlichen Teil des größeren Kraters Milanković. Der Höhenunterschied zwischen Kraterwall und Kraterboden beträgt zirka 3,67 km. Im Inneren findet sich ein ausgedehntes Zentralgebirge, das eine Länge von gut 14 km misst. Die Entstehungszeit fällt in die eratosthenische Periode, das Alter wird je nach Modell zwischen 3,3 und 3,5 Milliarden Jahre geschätzt.
Der Krater wurde 1970 von der IAU offiziell nach dem italienischen Astronomen Annibale Riccò benannt.